# 園芸家
園芸家（えんげいか、園藝家、英: Hortist 、Horticulturist）は、科学的側面からは農業の一分野である園芸（果樹、野菜、花卉）の生産・研究・開発などをする人。
また、文化的側面からは芸術の一分野であり、植物を絶対的な素材とした美的文化・芸術を業とし、ある一定の功績をあげ社会的に認められた人、園芸を業とする人のことである。造園家（Gardener）を含む。
欧米においても古くより、園芸（Horticulture）・造園（Gardening）は芸術の一分野として分類されており園芸家・造園家も芸術家である。

## 日本の園芸家一覧
- 江尻光一
- 柿崎順一
- 笠原貞男
- 加茂元照
- 桐野秋豊
- 杉井明美
- 富山昌克
- 柳生真吾
- 柳宗民

## 関連人物
- カレル・チャペック - 『園芸家12ヵ月』という著作がある。